# Turnê Real Fantasia
Turnê Real Fantasia foi a décima primeira turnê oficial da cantora brasileira Ivete Sangalo, iniciada em 2012 para a divulgação de seu álbum Real Fantasia.

## Antecedentes
Real Fantasia foi lançado em 9 de outubro de 2012. O primeiro single, "No Brilho Desse Olhar", foi lançado em 4 de setembro de 2012. O álbum conta com um fusão de estilos, desde o axé, reggae, até batuques afro, samba-rock e latinidades, além das canções "Me Levem Embora", música que está presente na trilha sonora da novela Gabriela, e "Eu Nunca Amei Alguém como Te Amei", presente na trilha sonora da novela Fina Estampa. A participação da cantora colombiana Shakira na faixa "Dançando" teve que ficar de fora da primeira prensagem do álbum por problemas na liberação dos direitos e só foi lançada como "faixa bônus" na edição digital, disponibilizada no iTunes.

## Desenvolvimento
"Eu já vinha ensaiando antes de quebrar o pé, marquei o show com o pé quebrado e tenho uma memória maravilhosa. Esse grupo de bailarinos trabalha comigo há muito tempo, então do ponto de vista de movimentação a gente já se conhece."

— Ivete contando que não adiou a estreia mesmo com o pé quebrado.
A turnê estreou em 30 de novembro de 2012 no Citibank Hall, em São Paulo, contando com onze canções do novo disco, além de outros sucessos. Ivete, que havia quebrado o pé semanas antes da estreia, tirou a bota ortopédica algumas horas antes do show, bricando durante a apresentação: "Obrigada os médicos que me desenfaixaram o pé. Mas eu não podia fazer o show com aquela botinha. Doutor Moisés, qualquer coisa te ligo a noite". Esta foi a primeira turnê de Ivete que não estreou em uma cidade do nordeste. A turnê trouxe um painel de LED de 20X8, ocupando todo o fundo do palco, sendo o maior utilizado por sua carreira, além de cinco figurinos diferentes. Durante apresentação em Belo Horizonte teve um público de 30 mil pessoas.
Em 2014, durante sua apresentação no Festival de Verão de Salvador, Ivete fo i homenageada por ser a única artista a ter participado de todas as quinze edições. Na ocasião, a cantora dançou valsa no palco com quinze cantores que fizeram parte de sua história, escolhidos e convidados pessoalmente por ela, sendo eles Gilberto Gil, Saulo Fernandes, Carlinhos Brown, Durval Lelys, Xanddy (da Harmonia do Samba), Netinho, Compadre Washington (do É o Tchan), Tatau (do Ara Ketu), Alexandre Peixe, Jau, Ricardo Chaves, Ninha]] (do Tribahia), Denny (do Timbalada), Leo Cavalcanti (do A Zorra) e o guitarrista Armandinho. Após a dança, Ivete e os artistas cantaram "We Are the World of Carnaval". Apenas Bell Marques não pode aceitar o convite, uma vez que o Chiclete com Banana já tinha show marcado no dia, sendo convidado outro cantor em seu lugar. Para compensar o empecilho, o cantor participou do DVD Ivete Sangalo 20 Anos no ano seguinte.

## Público
A etapa dos shows nos Estados Unidos vendeu mais de 40 mil ingressos. O jornal estadunidense The New York Times aclamou a apresentação da cantora, destacando seus vocais poderosos e sua energia em cima do palco, além se sua brasilidade.

## Repertório
1. "No Brilho Desse Olhar"
2. "Real Fantasia"
3. "Cadê Dalila"
4. "Arerê"
5. "No Meio do Povão"
6. "Berimbau Metalizado"
7. "Balançado Diferente"
8. "Acelera Aê (Noite do Bem)"
9. "Essa Distância"
10. "Sorte Grande"
11. "Vejo o Sol e a Lua"
12. "Se Eu Não Te Amasse Tanto Assim"
13. "Só Num Sonho"
14. "Quando a Chuva Passar"
15. "Isso Não Se Faz"
16. "Puxa, Puxa"
17. "Dançando"
18. "Delira na Guajira"
19. "Flor do Reggae"
20. "Na Base do Beijo"
21. "Desejo de Amar"
22. "Tô na Rua" / "Empurra-Empurra"

1. Intro: Valsa (instrumental)
2. "We Are The World of Carnaval" (cover de Asa de Águia) (com a participação de Gilberto Gil, Saulo Fernandes, Carlinhos Brown, Durval Lelys, Xanddy, Netinho, Compadre Washington, Tatau, Alexandre Peixe, Jau, Ricardo Chaves, Ninha, Denny, Leo Cavalcanti e Armandinho)
3. "Real Fantasia"
4. "Cadê Dalila?"
5. "Arerê"
6. "País Tropical"
7. "No Meio do Povão"
8. "Berimbau Metalizado"
9. "Gangnam Style" (cover de Psy)
10. "Acelera Aê (Noite do Bem)"
11. "Não Quero Dinheiro (Só Quero Amar)" (cover de Tim Maia)
12. "Dançando"
13. "No Brilho Desse Olhar"
14. "Baianidade Nagô" (cover de Banda Beijo)
15. "Eva" / Alô Paixão" / "Beleza Rara"
16. "Dançation" / "Zuadinha do Amor" (cover de Psirico)
17. "Puxa Puxa"
18. "Ziriguidum" (cover de Filhos de Jorge)
19. "Na Base do Beijo"
20. "Desejo de Amar"
21. "Empurra-Empurra"

1. "Tempo de Alegria"
2. "Acelera Aê (Noite do Bem)"
3. "Na Base do Beijo" / "Manda Ver"
4. "Vejo o Sol e a Lua"
5. "Dançando"
6. "Real Fantasia"
7. "Cadê Dalila?"
8. "Pra Frente"
9. "Adeus Bye Bye"
10. "No Brilho Desse Olhar"
11. "Flor do Reggae" / "Mega Beijo"
12. "Raiz de Todo Bem" (cover de Saulo Fernandes)
13. "Fui Fiel" (cover de Pablo)
14. "CD's e Livros" (cover de Léo Magalhães)
15. "Lepo Lepo" (cover de Psirico)
16. "Eva" / Alô Paixão"
17. "Empurra-Empurra"
18. "Arerê"

## Datas
| Data                    | Cidade                  | País           | Extras                                              |
| ----------------------- | ----------------------- | -------------- | --------------------------------------------------- |
| América do Sul          |                         |                |                                                     |
| 30 de novembro de 2012  | São Paulo               | Brasil         | Via Funchal                                         |
| 2 de dezembro de 2012   | Belo Horizonte          | Brasil         | Praça da estação (Show com parceria da empresa GVT) |
| 29 de dezembro de 2012  | Porto Seguro            | Brasil         | Reveillon Axé Moi 2013                              |
| 31 de dezembro de 2012  | Maceió                  | Brasil         | Réveillon Absoluto                                  |
| 1 de janeiro de 2013    | Fortaleza               | Brasil         |                                                     |
| 4 de janeiro de 2013    | Guarujá                 | Brasil         | Verão Show Guarujá 2013                             |
| 11 de janeiro de 2013   | Brejo Santo             | Brasil         |                                                     |
| 13 de janeiro de 2013   | Cabedelo                | Brasil         |                                                     |
| 16 de janeiro de 2013   | Salvador                | Brasil         | Festival de Verão                                   |
| 18 de janeiro de 2013   | Sobral                  | Brasil         |                                                     |
| 19 de janeiro de 2013   | Guarapari               | Brasil         |                                                     |
| 1 de fevereiro de 2013  | Porto Alegre            | Brasil         | Planeta Atlântida                                   |
| 8 de fevereiro de 2013  | Salvador                | Brasil         | Carnaval                                            |
| 9 de fevereiro de 2013  | Salvador                | Brasil         | Carnaval                                            |
| 10 de fevereiro de 2013 | Salvador                | Brasil         | Carnaval                                            |
| 11 de fevereiro de 2013 | Salvador                | Brasil         | Carnaval                                            |
| 12 de fevereiro de 2013 | Salvador                | Brasil         | Carnaval                                            |
| 13 de fevereiro de 2013 | Salvador                | Brasil         | Carnaval                                            |
| 15 de março de 2013     | Buenos Aires            | Argentina      | Luna Park                                           |
| 16 de março de 2013     | Buenos Aires            | Argentina      | Luna Park                                           |
| 24 de março de 2013     | Jundiaí                 | Brasil         |                                                     |
| 12 de abril de 2013     | São Paulo               | Brasil         |                                                     |
| 13 de abril de 2013     | Belo Horizonte          | Brasil         | Axé Brasil                                          |
| 11 de maio de 2013      | Rio de Janeiro          | Brasil         | HSBC Arena                                          |
| 24 de maio de 2013      | Conselheiro Lafaiete    | Brasil         |                                                     |
| 25 de maio de 2013      | Belo Horizonte          | Brasil         |                                                     |
| 26 de maio de 2013      | Manhuaçu                | Brasil         |                                                     |
| 15 de junho de 2013     | Viçosa                  | Brasil         |                                                     |
| 16 de junho de 2013     | Mauá                    | Brasil         |                                                     |
| 23 de junho de 2013     | Santo Antônio de Jesus  | Brasil         |                                                     |
| 28 de junho de 2013     | Brasília                | Brasil         | Ginásio Nilson Nelson                               |
| 29 de junho de 2013     | Brasília                | Brasil         | Renato Russo Sinfônico 2013                         |
| 29 de junho de 2013     | Limoeiro                | Brasil         |                                                     |
| 30 de junho de 2013     | Rio de Janeiro          | Brasil         |                                                     |
| 3 de julho de 2013      | Jundiaí                 | Brasil         |                                                     |
| 4 de julho de 2013      | Itaguaí                 | Brasil         |                                                     |
| 5 de junho de 2013      | Parauapebas             | Brasil         |                                                     |
| 6 de julho de 2013      | Conceição do Araguaia   | Brasil         |                                                     |
| 11 de junho de 2013     | Itamarandiba            | Brasil         |                                                     |
| 12 de julho de 2013     | Almenara                | Brasil         |                                                     |
| 14 de junho de 2013     | Salvador                | Brasil         |                                                     |
| 20 de julho de 2013     | Juazeiro                | Brasil         |                                                     |
| 27 de junho de 2013     | Macaé                   | Brasil         |                                                     |
| 28 de junho de 2013     | Fortaleza               | Brasil         |                                                     |
| 29 de junho de 2013     | Salvador                | Brasil         |                                                     |
| 3 de agosto de 2013     | Vitória                 | Brasil         |                                                     |
| América do Norte        |                         |                |                                                     |
| 9 de agosto de 2013     | Oakland                 | Estados Unidos | Fox Theater                                         |
| 10 de agosto de 2013    | Los Angeles             | Estados Unidos | Nokia Theater                                       |
| 16 de agosto de 2013    | Lynn                    | Estados Unidos | Lynn Memorial Auditorium                            |
| 17 de agosto de 2013    | Newark                  | Estados Unidos | Prudential Center                                   |
| 18 de agosto de 2013    | Miami                   | Estados Unidos | AmericanAirlines Arena                              |
| América do Sul          |                         |                |                                                     |
| 24 de agosto de 2013    | Cuiabá                  | Brasil         |                                                     |
| 25 de agosto de 2013    | Campo Grande            | Brasil         | Parque do Peão                                      |
| 31 de agosto de 2013    | São Paulo               | Brasil         | Arena Anhembi                                       |
| 1 de setembro de 2013   | Sorocaba                | Brasil         |                                                     |
| 3 de setembro de 2013   | Rio de Janeiro          | Brasil         | HSBC Arena                                          |
| 6 de setembro de 2013   | Mata de São João        | Brasil         |                                                     |
| 7 de setembro de 2013   | Serrinha                | Brasil         |                                                     |
| 13 de setembro de 2013  | Rio de Janeiro          | Brasil         | Rock in Rio V                                       |
| 15 de setembro de 2013  | Nova Lima               | Brasil         |                                                     |
| 20 de setembro de 2013  | Santarém                | Brasil         |                                                     |
| 21 de setembro de 2013  | Belém                   | Brasil         | Cidade Folia                                        |
| 27 de setembro de 2013  | Porto Alegre            | Brasil         | Auditório Araújo Vianna                             |
| 28 de setembro de 2013  | São Paulo               | Brasil         |                                                     |
| 4 de outubro de 2013    | Aracaju                 | Brasil         |                                                     |
| 16 de outubro de 2013   | Porto Seguro            | Brasil         |                                                     |
| 18 de outubro de 2013   | Teresina                | Brasil         |                                                     |
| 19 de outubro de 2013   | São Luís                | Brasil         |                                                     |
| 1 de novembro de 2013   | Alfenas                 | Brasil         |                                                     |
| 8 de novembro de 2013   | Bauru                   | Brasil         |                                                     |
| 9 de novembro de 2013   | São Bernardo do Campo   | Brasil         |                                                     |
| 10 de novembro de 2013  | Rio de Janeiro          | Brasil         |                                                     |
| 14 de novembro de 2013  | Divinópolis             | Brasil         |                                                     |
| 15 de novembro de 2013  | Caldas Novas            | Brasil         |                                                     |
| 16 de novembro de 2013  | Florianópolis           | Brasil         | Folianópolis                                        |
| 23 de novembro de 2013  | Aracruz                 | Brasil         |                                                     |
| 24 de novembro de 2013  | Feira de Santana        | Brasil         |                                                     |
| 5 de dezembro de 2013   | Rio de Janeiro          | Brasil         | Barra Music Festival                                |
| 6 de dezembro de 2013   | Natal                   | Brasil         | Carnatal                                            |
| 7 de dezembro de 2013   | Brasília                | Brasil         | Circuito Banco do Brasil Brasília 2013              |
| 8 de dezembro de 2013   | Natal                   | Brasil         |                                                     |
| 14 de dezembro de 2013  | Salvador                | Brasil         | Arena Fonte Nova                                    |
| 20 de dezembro de 2013  | Guanambi                | Brasil         |                                                     |
| 27 de dezembro de 2013  | Recife                  | Brasil         | Praia de Boa Viagem                                 |
| 28 de dezembro de 2013  | Porto Seguro            | Brasil         |                                                     |
| 29 de dezembro de 2013  | Brumado                 | Brasil         |                                                     |
| 31 de dezembro de 2013  | Maceió                  | Brasil         | Réveillon Absoluto                                  |
| 4 de janeiro de 2014    | Guarujá                 | Brasil         | Verão Show Guarujá 2014                             |
| 10 de janeiro de 2014   | Ilhéus                  | Brasil         |                                                     |
| 11 de janeiro de 2014   | Tamandaré               | Brasil         |                                                     |
| 12 de janeiro de 2014   | Cabedelo                | Brasil         | Fest Verão Paraíba                                  |
| 17 de janeiro de 2014   | Florianópolis           | Brasil         | Planeta Atlântida SC 2014                           |
| 18 de janeiro de 2014   | Guarapari               | Brasil         |                                                     |
| 19 de janeiro de 2014   | São Mateus              | Brasil         |                                                     |
| 25 de janeiro de 2014   | Barreiras               | Brasil         |                                                     |
| 26 de janeiro de 2014   | Aracaju                 | Brasil         |                                                     |
| 30 de janeiro de 2014   | Salvador                | Brasil         | Festival de Verão de Salvador                       |
| 1 de fevereiro de 2014  | Itabirito               | Brasil         |                                                     |
| 6 de fevereiro de 2014  | Aparecida de Goiânia    | Brasil         |                                                     |
| 7 de fevereiro de 2014  | Xangri-lá               | Brasil         | Planeta Atlântida                                   |
| 8 de fevereiro de 2014  | Punta del Este          | Uruguai        | Teatro Maldonado                                    |
| 14 de fevereiro de 2014 | Juazeiro                | Brasil         |                                                     |
| 15 de fevereiro de 2014 | Mata de São João        | Brasil         | Cerveja & Cia Folia                                 |
| 18 de fevereiro de 2014 | Peruíbe                 | Brasil         |                                                     |
| 23 de fevereiro de 2014 | Peruíbe                 | Brasil         |                                                     |
| 27 de fevereiro de 2014 | Salvador                | Brasil         | Carnaval                                            |
| 1 de março de 2014      | Salvador                | Brasil         | Carnaval                                            |
| 2 de março de 2014      | Salvador                | Brasil         | Carnaval                                            |
| 3 de março de 2014      | Salvador                | Brasil         | Carnaval                                            |
| 5 de março de 2014      | Salvador                | Brasil         | Carnaval                                            |
| África                  |                         |                |                                                     |
| 8 de março de 2014      | Luanda                  | Angola         | Sons do Atlântico 2014                              |
| América do Sul          |                         |                |                                                     |
| 21 de março de 2014     | Araraquara              | Brasil         |                                                     |
| 23 de março de 2014     | Jundiaí                 | Brasil         | Bali Folia (21h)                                    |
| 23 de março de 2014     | Jundiaí                 | Brasil         | Bali Folia (23h)                                    |
| 29 de março de 2014     | Venda Nova do Imigrante | Brasil         |                                                     |
| 30 de março de 2014     | São Francisco do Conde  | Brasil         |                                                     |
| 4 de abril de 2014      | Natal                   | Brasil         | Arena das Dunas                                     |
| 5 de abril de 2014      | Curitiba                | Brasil         |                                                     |
| 11 de abril de 2014     | Piracicaba              | Brasil         |                                                     |
| 12 de abril de 2014     | Marília                 | Brasil         |                                                     |
| 19 de abril de 2014     | Ribeira do Pombal       | Brasil         |                                                     |
| 25 de abril de 2014     | Porto Velho             | Brasil         |                                                     |
| 3 de maio de 2014       | Bálsamo                 | Brasil         |                                                     |
| 4 de maio de 2014       | Alagoinhas              | Brasil         |                                                     |
| 9 de maio de 2014       | Uberlândia              | Brasil         | Estádio Municipal João Havelange                    |
| 10 de maio de 2014      | Carapicuíba             | Brasil         |                                                     |
| 17 de maio de 2014      | São Paulo               | Brasil         | Carnafacul                                          |
| Europa                  |                         |                |                                                     |
| 25 de maio de 2014      | Lisboa                  | Portugal       | Rock in Rio Lisboa VI                               |
| América do Sul          |                         |                |                                                     |
| 7 de junho de 2014      | Patos de Minas          | Brasil         |                                                     |
| 17 de junho de 2014     | Porto Velho             | Brasil         |                                                     |
| 18 de junho de 2014     | Lagoa da Prata          | Brasil         |                                                     |
| 21 de junho de 2014     | Senhor do Bonfim        | Brasil         |                                                     |
| 24 de junho de 2014     | São Francisco do Conde  | Brasil         |                                                     |
| 6 de julho de 2014      | Rio de Janeiro          | Brasil         | Marina da Glória                                    |
| 13 de julho de 2014     | Rio de Janeiro          | Brasil         | Maracaña                                            |
| 18 de julho de 2014     | Crato                   | Brasil         |                                                     |
| 27 de julho de 2014     | Fortaleza               | Brasil         |                                                     |

*As datas a seguir não fizeram parte da agenda de shows da turnê Real fantasia, mas aconteceram simultaneamente com o período de shows que durou a turnê.

| Data               | Cidade            | País           | Extras                           | Público         |
| América Do Sul     | América Do Sul    | América Do Sul | América Do Sul                   | América Do Sul  |
| ------------------ | ----------------- | -------------- | -------------------------------- | --------------- |
| 1 Dezembro de 2012 | Nova Venécia (ES) | Brasil         | Festival NV folia (Show em Trio) | 12 mil pessoas  |
| 8 Dezembro de 2012 | Natal (RN)        | Brasil         | Carnatal                         | 250 mil pessoas |